# Корсунское сельское поселение
Корсунское се́льское поселе́ние — муниципальное образование в Верховском районе Орловской области Российской Федерации.
Административный центр — село Корсунь.

## История
Статус и границы сельского поселения установлены Законом Орловской области от 19 ноября 2004 года № 446-ОЗ «О статусе, границах и административных центрах муниципальных образований на территории Верховского района Орловской области»

## Население
| 2010 | 2012 | 2013 | 2014 | 2015 | 2016 | 2017 |
| ---- | ---- | ---- | ---- | ---- | ---- | ---- |
| 549  | ↘501 | ↘499 | ↘467 | ↘463 | ↘427 | ↗429 |
| 2018 | 2019 | 2020 | 2021 | 2023 |      |      |
| ↘418 | ↘411 | ↘399 | ↗439 | ↘424 |      |      |

## Состав сельского поселения
| № | Населённый пункт     | Тип населённого пункта       | Население |
| - | -------------------- | ---------------------------- | --------- |
| 1 | Верхне-Залегощенский | посёлок                      | 9         |
| 2 | Верхняя Залегощь     | село                         | ↘292      |
| 3 | Глинка               | деревня                      | 0         |
| 4 | Коммуна              | деревня                      | 0         |
| 5 | Корсунь              | село, административный центр | ↘164      |
| 6 | Крутовское           | деревня                      | 1         |
| 7 | Никольское           | деревня                      | ↘0        |
| 8 | Рогозино             | деревня                      | ↘74       |
| 9 | Фёдоровка            | деревня                      | 7         |

## Образование и культура
На территории  сельского поселения функционируют: Верхне-Залегощенская общеобразовательная школа, два сельских дома культуры, две библиотеки. 

## Экономика
Экономика поселения представлена сельскохозяйственным производством. На территории поселения осуществляют свою деятельность СПК «Корсунский», ООО «Авангард-Агро-Орел» и несколько крестьянско-фермерских хозяйств.

## Достопримечательности
В селе Корсунь находится Корсунская пустынь, два монастыря на месте, где в XIX веке располагалось поместье князя В.В. Вельяминова-Зернова (1830-1904) - русского историка-востоковеда, почётного члена Академии наук.